# Lamachus gilpiniae
Lamachus gilpiniae là một loài tò vò trong họ Ichneumonidae.